# Il meglio di Giuni Russo - Grandi Successi
Il meglio di Giuni Russo - Grandi Successi è una raccolta postuma della cantautrice Giuni Russo pubblicata nel 2016 da NAR International.

## Tracce

### CD 1
1. Good good-bye
2. Voce che Grida
3. Le Contrade di Madrid
4. Limonata cha cha cha
5. Mediterranea
6. Un'estate al mare
7. Alghero
8. Sere d'agosto
9. Gabbiano
10. Fonti mobili

### CD 2 (Brani LIVE)
1. La Zingara
2. Le Crépuscule
3. A Mezzanotte
4. Fenestra Ca' Lucive
5. Vanne, o Rosa fortunata
6. Me voglio fà 'na casa
7. Lettera al Governatore della Libia
8. L'addio
9. Il sole di Austerlitz
10. Mediterranea
11. Il Re del mondo
12. Nomadi
13. La Sua Figura
14. Sere d'Agosto
15. Post Moderno